# Steinberg (Weserbergland)
Der Steinberg ist ein Berg mit einer Höhe von 196 m ü. NN in Vlotho. Der direkt an der Weser gelegene Berg dominiert zusammen mit der Ebenöde und dem Amtshausberg den nördlichen Teil des Ortsteils Vlotho der Stadt Vlotho. Er gehört naturräumlich zum Weserbergland bzw. zu den Lipper Bergen. Südlich liegt der Amtshausberg und westlich die Ebenöde.
Am Steinberg verläuft ein Teilstück des Dingelstedtpfades (Wanderweg  X5 ). Der Berg liegt im großflächigen Landschaftsschutzgebiet Lipper Bergland (LSG-3818-0020) des Kreises Herford.